# Grażyna Dziedzic (malarka)
Grażyna Dziedzic (ur. 18 lutego 1957 w Poznaniu) – artystka malarka.

## Życiorys
Wychowywała się w Piechaninie, jej matka jest nauczycielką. Jest absolwentką Państwowej Wyższej Szkoły Sztuk Plastycznych w Poznaniu. Dyplom ukończenia studiów z wyróżnieniem uzyskała w 1990 roku. Malarstwo studiowała pod kierunkiem doc. Wacława Twarowskiego.
Zajmuje się głównie malarstwem olejnym. Szczególnym zamiłowaniem darzy malarstwo pejzażowe, które lubi przedstawiać w dużych formatach płócien. W pejzażach często osadza ciekawe motywy architektoniczne. Lubi przedstawiać zabytkowe budowle – pałace, dworki, kościoły, młyny.
Swoje prace eksponowała na wielu wystawach indywidualnych i zbiorowych. Prace wystawiała też na Międzynarodowych Targach Poznańskich, były w Porcie Lotniczym Poznań-Ławica. Jej obrazy znajdują się w galeriach m.in. w Poznaniu, Warszawie, Koszalinie i Gnieźnie. Prace Grażyny Dziedzic znajdują się również w prywatnych kolekcjach w Europie oraz Stanach Zjednoczonych, Australii i Japonii. Kościańskie Muzeum Regionalne, mieszczące się w Ratuszu, posiada w swej kolekcji zakupiony duży obraz artystki, prezentujący pałac w Czempiniu. W 2018 wystawiała na Węgrzech w Badacsonytomaj.

## Dorobek artystyczny

### Wystawy indywidualne[4]
- 2008 – „Konie”, Wystawa malarstwa, Pałac w Racocie
- 2008 – „Pejzaż Ziemi Kościańskiej w malarstwie Grażyny Dziedzic”, Wystawa malarstwa, Ratusz w Kościanie
- 2006 – Wystawa malarstwa, Galeria 25, Ratusz Kościan
- 2001 – Wystawa malarstwa, Filia Kościan, UAM Poznań
- 1999 – Muzeum Regionalne, Ratusz, Kościan
- 1998 – „Światło czasu”, Wystawa malarstwa, Śrem
- 1995 – Pałac Czempiń
- 1991 – Pałac Czempiń